# Cyamopsis senegalensis
Cyamopsis senegalensis är en ärtväxtart som beskrevs av Jean Baptiste Antoine Guillemin och Perr.. Cyamopsis senegalensis ingår i släktet Cyamopsis, och familjen ärtväxter. Inga underarter finns listade i Catalogue of Life.